# Fingersamling
Fingersamling er en sammenføjningsmetode hvor man fræser eller udskærer kantede tapper i enden af træ af samme type, bredde, der så påføres lim (fx epoxy) inden de som "fingre" griber ind i hinanden. 
Fingrenes funktion er dels at skabe en større kontaktflade mellem træstykkerne på langs af træets ved, hvilket gør at samlingen bliver mere solid.